# Skalnikowate
Skalnikowate (Percichthyidae) – rodzina słodkowodnych ryb okoniokształtnych, blisko spokrewnionych z moronowatymi. Spotykane w wodach słonawych.
Występowanie : Australazja i Ameryka Południowa

## Cechy charakterystyczne
Ciało masywne, silnie wygrzbiecone, z szerokim otworem gębowym w położeniu końcowym. Łuski ktenoidalne, u niektórych cykloidalne, Płetwa grzbietowa podwójna, często wcięta. Najmniejsze gatunki (Nannoperca variegata) osiągają ok. 7 cm, a największe (Maccullochella peelii) do 180 cm długości.
Jednym z lepiej poznanych gatunków jest jazgarz chiński (Siniperca chuatsi).

## Klasyfikacja
Rodzaje zaliczane do tej rodziny:
Bostockia — Coreoperca — Edelia — Gadopsis — Guyu — Maccullochella — Macquaria — Nannatherina — Nannoperca — Percichthys — †Plesiopercichthys — Polyprion — Siniperca